# Idaea macrostyla
Idaea macrostyla är en fjärilsart som beskrevs av W. Warren 1900. Idaea macrostyla ingår i släktet Idaea och familjen mätare. Inga underarter finns listade i Catalogue of Life.